# 高倉虎
高倉 虎（たかくら とら、1862年12月21日（文久2年11月1日） - 1924年（大正13年）1月27日）は、明治から大正時代の政治家。貴族院多額納税者議員。

## 経歴
常陸国多賀郡（現茨城県高萩市）出身。所得税調査委員などを歴任した。
1921年（大正10年）茨城県多額納税者として貴族院議員に互選され同年8月30日に就任したが、在任中に水戸市赤十字病院で胃癌のため死去した。